# Obóz przejściowy w Beaune-la-Rolande

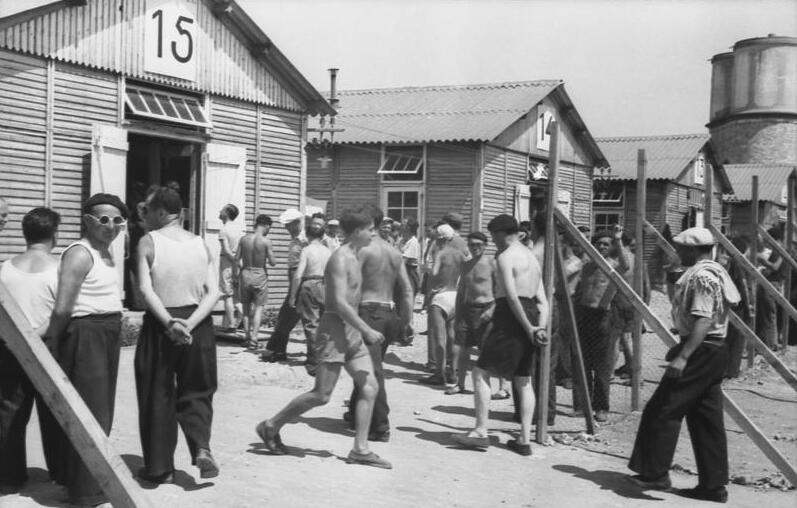
Baraki przetrzymywanych w Beaune-la-Rolande

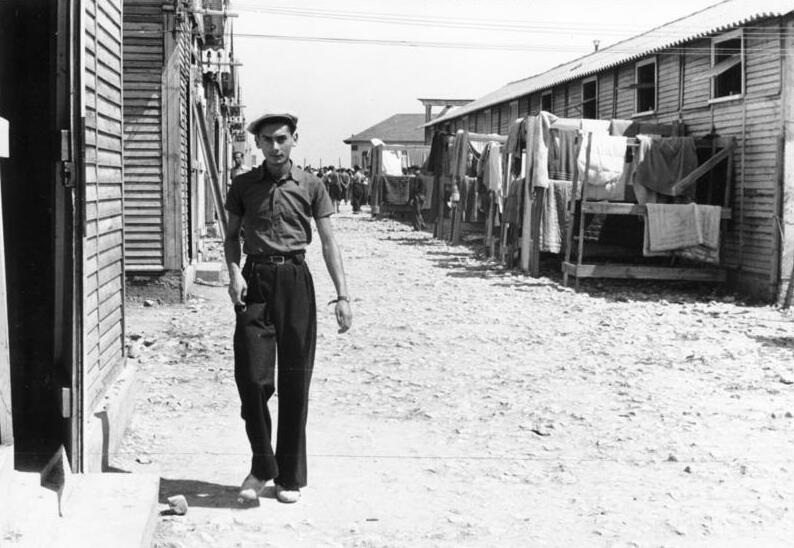
Główna aleja obozu

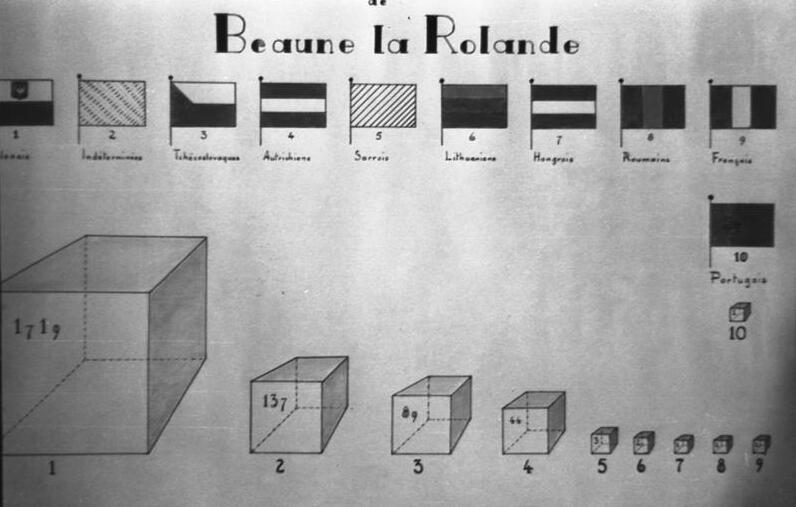
Schemat statystyk narodowości przetrzymywanych w obozie

Obóz przejściowy w Beaune-la-Rolande – niemiecki obóz przejściowy przeznaczony dla Żydów francuskich oraz jeńców wojennych, służący jako ich miejsce odosobnienia przed wywozem do obozów zagłady poza Francją. 

## Historia
Zabudowania obozowe zostały wzniesione z polecenia rządu Daladiera w 1939 z przeznaczeniem dla byłych uczestników hiszpańskiej wojny domowej oraz spodziewanych jeńców niemieckich w razie wybuchu nowej wojny. Tymczasem po inwazji hitlerowskiej na Francję to Niemcy wykorzystali obóz jako miejsce odosobnienia jeńców francuskich przed ich wywiezieniem poza Francję. Począwszy od 14 maja 1941 obóz należał również do sieci więzień przeznaczonych dla Żydów; trafił do niego transport 2773 Żydów polskich zatrzymanych na terenie Francji. Byli oni przetrzymywani w Beaune-la-Rolande do 1942, kiedy w pięciu transportach od czerwca do września zostali wywiezieni bezpośrednio do Auschwitz-Birkenau lub do obozu w Drancy. W Beaune-la-Rolande przetrzymywana była również grupa 1500 dzieci, których rodzice już wcześniej zostali aresztowani, głównie za działalność w ruchu oporu. Dzieci te 17 sierpnia 1942 również trafiły do Drancy. 
Obóz został formalnie zamknięty jako niepotrzebny decyzją Aloisa Brunnera z 4 sierpnia 1943 i nie przyjmował od tego momentu nowych transportów, chociaż trwały jeszcze ostatnie wywózki jego dotychczasowych więźniów. 